# Sardulus incrassatus
Sardulus incrassatus är en skalbaggsart som beskrevs av Paolo Magrini och Luca Fancello 2005. Sardulus incrassatus ingår i släktet Sardulus och familjen stumpbaggar. Inga underarter finns listade i Catalogue of Life.